# 水城
水城（みずき）は、福岡県太宰府市・大野城市・春日市にまたがり築かれた日本の古代の城。城跡は、1953年（昭和28年）3月31日、国の特別史跡「水城跡」に指定されている。

## 概要

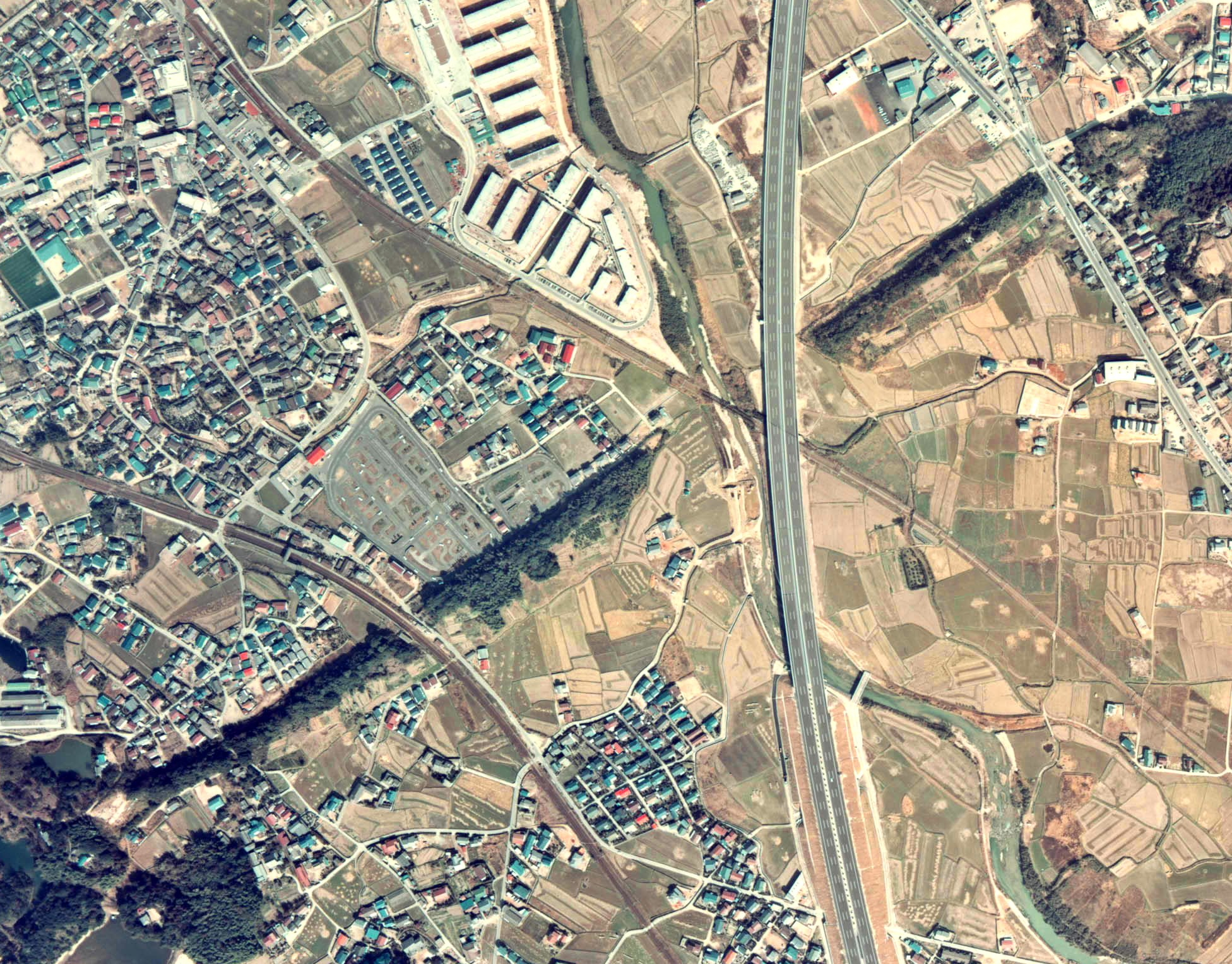
空から見た水城。
1975年。

『日本書紀』に、「・・・。また、筑紫国に大堤（おおつつみ）を築き水を貯へしむ、名づけて水城（みずき）と曰ふ」と、記載された城である。
白村江の敗戦後、倭国には唐・新羅軍侵攻の脅威があり、防衛体制の整備が急務であった。天智天皇三年（664年）の唐使来朝は、倭国の警戒を強めさせた。この年、倭国は辺境防衛の防人（さきもり）、情報伝達システムの烽（とぶひ）を対馬島・壱岐島・筑紫国などに配備した。そして、敗戦の翌年に筑紫国に水城を築く。また、その翌年に筑紫国に大野城が築かれた。ともに大宰府の防衛のためである。
水城は、大野城のある四大寺山（大城山）と、西側の大野城市牛頸（うしくび）地区の台地の間の、一番狭いくびれ部を塞ぐ形で造られている。全長約1.2キロメートル×高さ9メートル×基底部の幅約80メートル・上部の幅約25メートルの二段構造の土塁で、東西の端部の東門と西門が開く。土塁の基底部を横断して埋設された木樋（もくひ）は、長さ79.5メートル×内法幅1.2メートル×内法高さ0.8メートルである。土塁の博多側の現水田面より5メートル下に、幅60メートル×深さ4メートルほどの外濠が存在する。
水城は、平野を遮断する直線的な土塁と外濠をあわせもつ「城壁」（防塁）である。中央に御笠川が北流する沖積地の軟弱地盤に築かれる。土塁の最下層部に多量の枝葉を混入し、基礎地盤を強化する、敷粗朶（しきそだ）工法で施工されている。また、土塁の上層部は、土質の異なる積土を10センチメートルほどの単位で硬く締め固めて積まれた、版築（はんちく）土塁である。
水城は、博多湾側の福岡平野から筑紫に通じる平野を閉塞する「遮断城」である。東門と西門が設けられ、福岡方面から2道が通過していた。西門は3期の変遷が確認され、大宰府と筑紫館（後の鴻臚館）を結ぶ、儀礼的な外交の主要道として8世紀後半まで機能していたとされている。
水城の西方に、丘陵の間を塞ぐ複数の小規模の土塁遺構がある。水城と一連の構築物で、「小水城（しょうみずき）」と総称される。土塁の長さ約80メートルの「上大利小水城」・土塁の長さ約100メートルの「大土居小水城」・土塁の長さ約80メートルの「天神山小水城」などである。
また基山町にも、基肄城に連なると考えられる関屋土塁跡やとうれぎ土塁跡があり、これらも小水城と呼ばれる。
天智政権は白村江の敗戦以降、唐・高句麗・新羅の交戦に加担せず、友好外交に徹しながら、対馬 - 九州の北部 - 瀬戸内海 - 畿内と連携する防衛体制を整える。また、大宰府都城の外郭は、険しい連山の地形と、それに連なる大野城・基肄城と平野部の水城大堤や小水城などで防備を固め、この原型は、百済の泗沘都城にあるとされていた。しかし当時はまだ大宰府が機能していなかったとして否定されつつある。

## 関連の歴史
『日本書紀』に記載された白村江の戦いと、防御施設の設置記事は下記の通り。
- 天智天皇2年（663年）：白村江の戦いで、倭（日本）・百済復興軍は、朝鮮半島で唐・新羅連合軍に大敗した。
- 天智天皇3年（664年）：対馬島・壱岐島・筑紫国などに防人と烽（とぶひ）を配備し、筑紫国に水城を築く。
- 天智天皇4年（665年）：長門国に城を築き、筑紫国に大野城と基肄城を築く。
- 天智天皇6年（667年）：大和国に高安城・讃岐国に屋嶋城・対馬国に金田城を築く。この年、中大兄皇子は大津に遷都し、翌年の正月に天智天皇となる。

## 調査研究
遺構に関する事柄は、概要に記述の通り。
- 考古学的調査は、1913年（大正2年）の黒板勝美・中山平次郎の土塁断面の調査と、1930年（昭和5年）の長沼賢海・鏡山猛の木樋の調査があるが、本格的な発掘調査は1970年（昭和45年）に開始された。それ以降、福岡県教育委員会・九州歴史資料館・太宰府市・大野城市が、継続的に調査している[9]。
- 1975年（昭和50年）の発掘調査で、水城大堤の博多側に外濠が存在することが判明した[3]。1978年（昭和53年）の発掘調査で、8世紀後半代の「水城」銘の墨書土師土器が発掘された[10]。
- 2013年から2014年にかけて、福岡県教育委員会は、100年ぶりに土塁断面の再調査を行った[11]。
- 九州管内の城も、瀬戸内海沿岸の城も、その配置・構造から一体的・計画的に築かれたもので、七世紀後半の日本が取り組んだ一大国家事業である[12]。
- 2019年2月26日、大野城市下大利にある「父子嶋（ててこじま）」が国特別史跡「水城跡」に追加指定された[13]。

## その他
- 九州旅客鉄道の鹿児島本線の「水城駅」は、『日本書紀』の「水城」に由来する。水城駅の近くで、列車は「水城の土塁切断部」を通過する[11]。
- 平成25年 - 27年の三か年にわたり、「水城・大野城・基肄城 1350年記念事業」が企画され、関係自治体に加え、官民も連携した各種の記念事業が展開された[14]。
- 2017年（平成29年）、続日本100名城（182番）に選定された[15]。
- 2017年（平成29年）4月1日 - 水城館開館[16]。
- 2017年11月、国際天文学連合（IAU）は火星と木星の間で古川麒一郎により発見された小惑星に「Mizuki」と命名、登録した[17]。

## ギャラリー

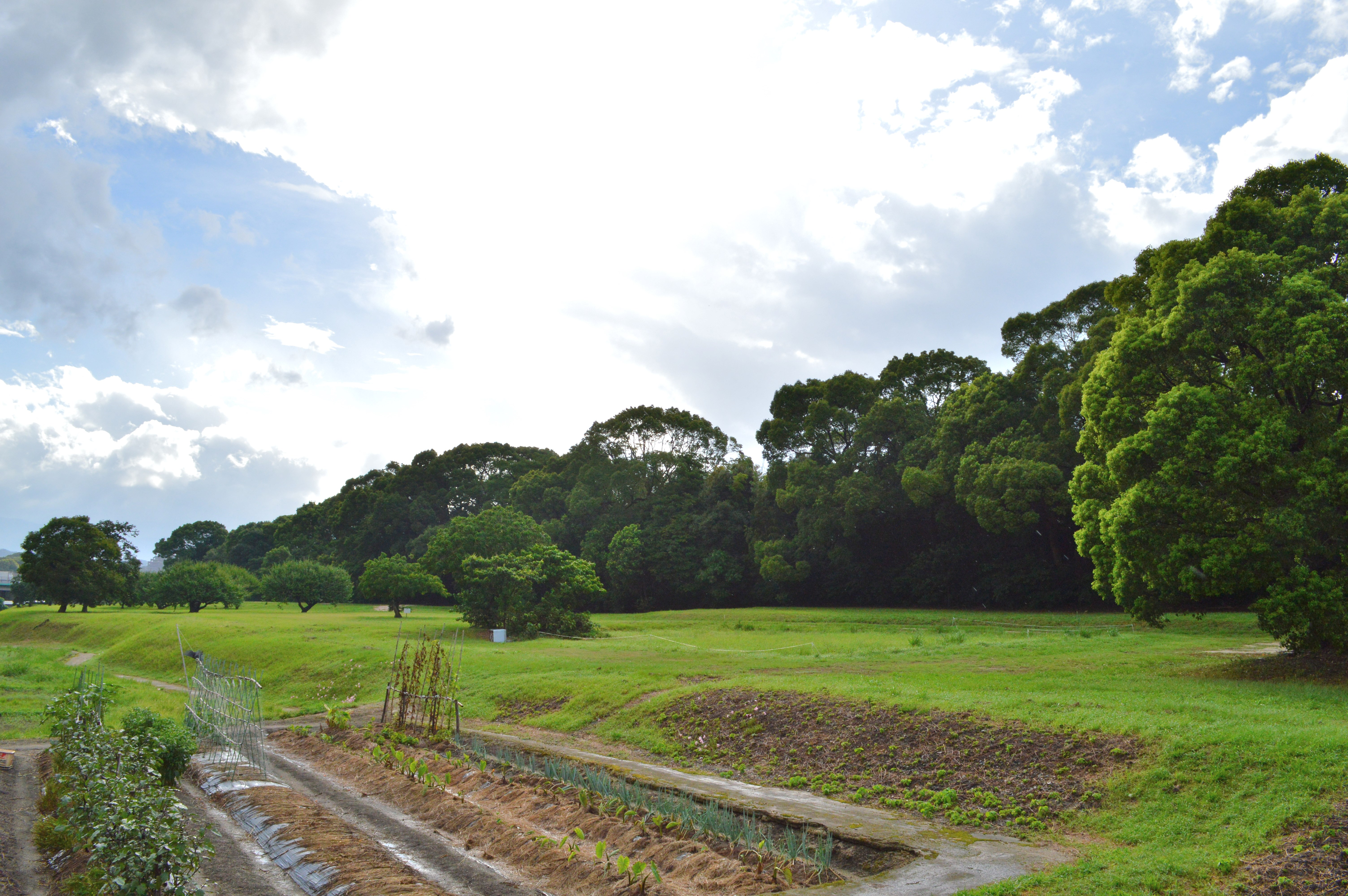
全景（東南側より）
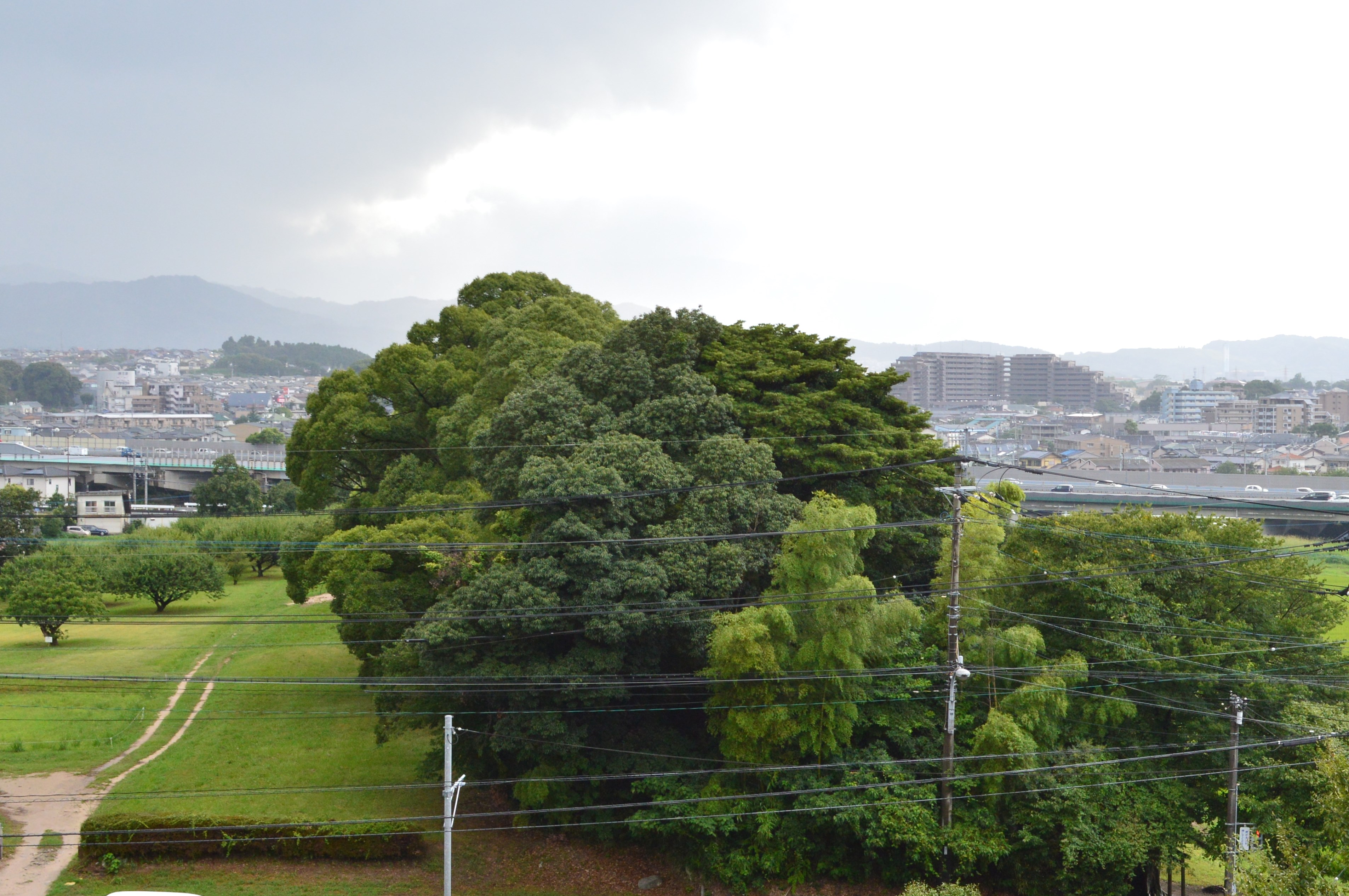
側面（東側より）
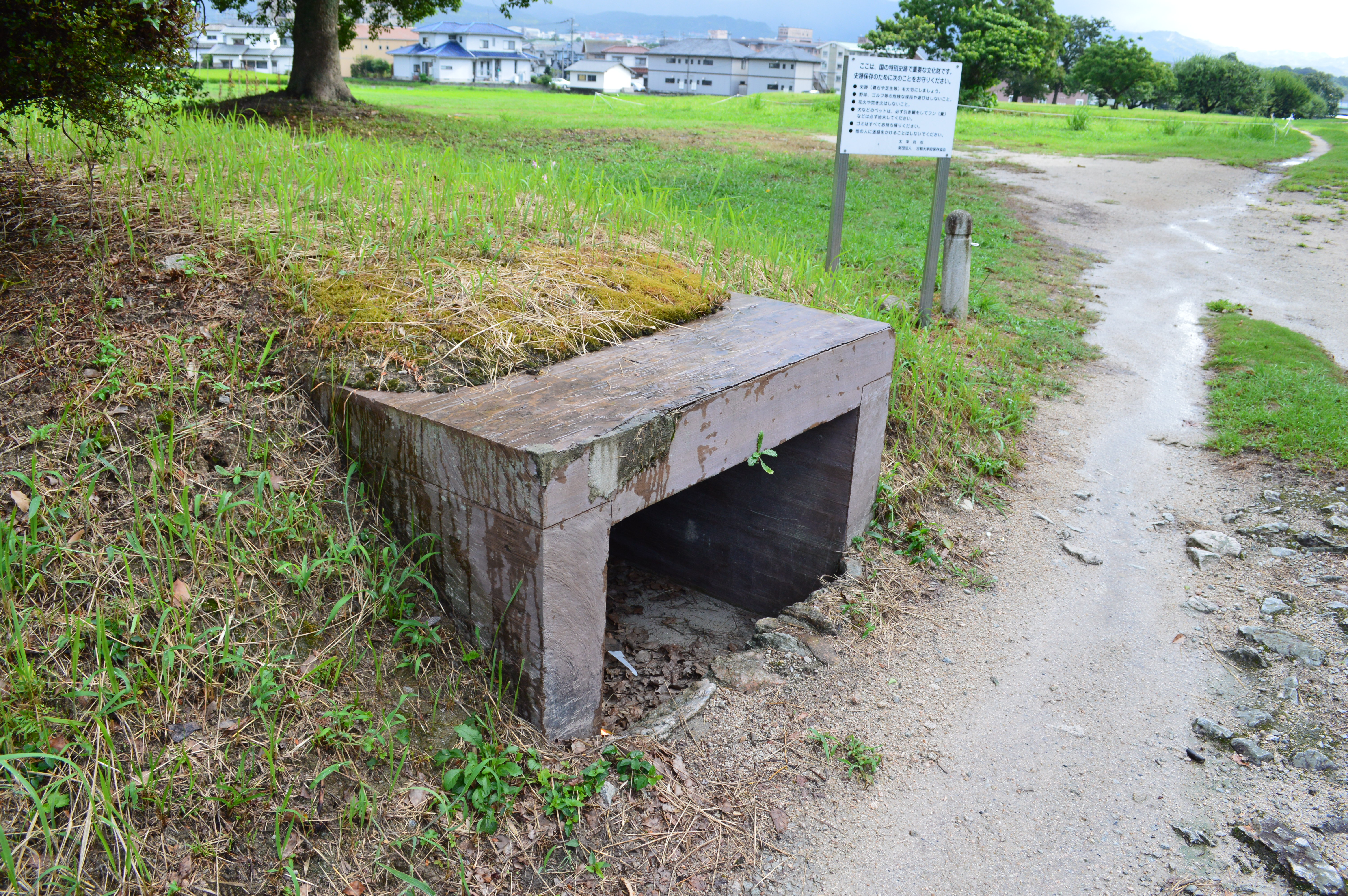
木樋（復元）
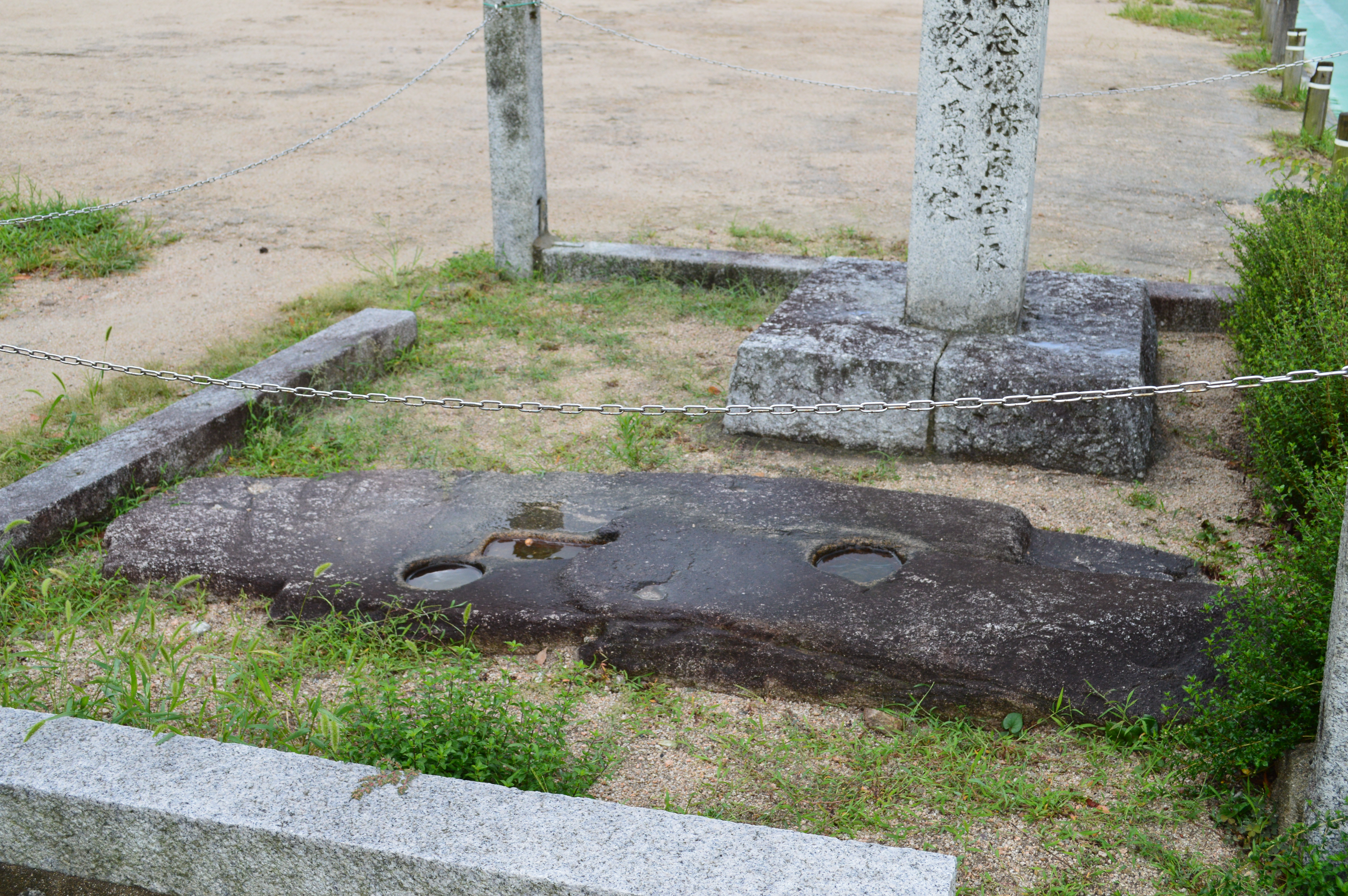
東門跡礎石
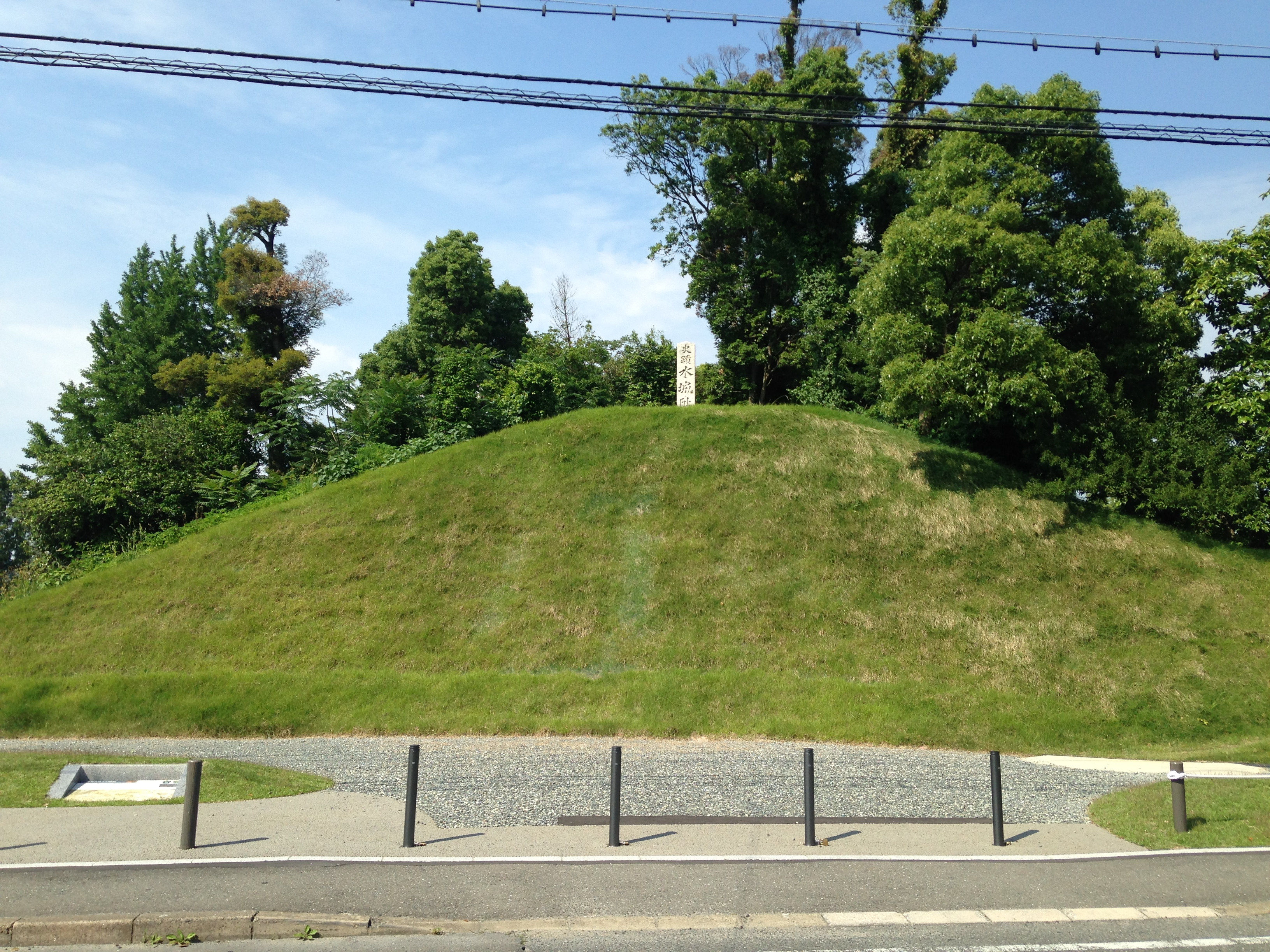
土塁断面